# Martos
Martos is een gemeente in de Spaanse provincie Jaén in de regio Andalusië met een oppervlakte van 261 km². In 2001 telde Martos 22.356 inwoners.

## Demografische ontwikkeling
Bron: INE; 1857-2011: volkstellingen
Opm.: In 1857 werd Fuensanta de Martos een zelfstandige gemeente

## Geboren in Martos
- Antonio Álvarez Alonso (11 maart 1867 – 22 juni 1903), componist, dirigent en pianist